# Hæstrup Møllebæk
Hæstrup Møllebæk er mindre et vandløb i Vendsyssel. Bækken løber fra Hæstrup (deraf navnet) til den gamle herregård Aastrup Hovedgaard tæt på Hjørring.
Ved Aastrup Hovedgaard danner Hæstrup Møllebæk voldgrav om gården inden åen kort efter løber ud i Liver Å, som har sit udløb i Nordsøen syd for Hirtshals.